# Энрико Папи
музыкальный продюсер
Энрико Папи (итал. Enrico Papi) - итальянский телеведущий, который популярен передачей Sarabanda и певец и популярный среди молодежи, благодаря его песням комедийного жанра, песня Mooseca! (непальск. Музыка), которая набрала 14 миллионов просмотров на YouTube и получил Золотой диск.

## Биография
Родился в Риме в 1964, в 1990 приехал жить в Милан где начал курьеру как простой ди-джей дискотеках Милана, в 1994 он был прельщен в передачи а музыки, после этого, Папи, оставив музыку, перешел к телевидению, поставив его как ведущий передачи Sarabanda. В 2000, передача была удалена, и вот так в 2001, Папи, открыл свою собственную передачу Moseca или просто Musica. В 2010 он оставил телевидение.
В 2015 он заявил что организовывает музыкальны проект. В апреле 2017 он выложил на YouTube видеоклип на песню Mooseca, который был выпущен как сингл в июне того же года.

## Телевидение

### Передачи
- Sarabanda (1994-2000)
- Moseca (2001-2010)
- Indovina l'età (Guess my age) (2017 - настоящее время)

### Видеоклипы
- Tutto Molto Interessante (Фабио Ровацци) (2016)

## Дискография
- Mooseca  (2017)